# Shot (sång)
"Shot" är en låt av den finländska rockgruppen The Rasmus, utgiven på deras sjätte album Hide from the Sun (2005) samt på singel i mars 2006. Låten var albumets tredje singel, vald av bandmedlemmarna med motiveringen "vi älskar energin i låten och vi har fått så många positiva kommentarer om den runtom världen". Likt skivans två föregående singlar gjorde "Shot" avtryck på några av singellistorna i Europa, dock med aningen lägre placeringar varav sjätte placering i Finland som bäst.
Texten till låten, skriven av bandets sångare Lauri Ylönen, berättar om två personer som pratar om att rymma från ett ställe där de hålls fångade. Den ena personen är en sorts skyddsängel som är villig att beskydda den andre med sitt liv, vilket noteras i den upprepande refrängraden "I'll take the shot for you".

## Låtskrivande och inspelning
"Shot" spelades in våren 2005 vid Nord Studios i Stockholm under produktion av Mikael Nord Andersson och Martin Hansen.

## Musikvideo
Videon till låten spelades in den 22 februari 2006 på den spanska ön Fuerteventura och regisserades av Sandra Marschner. Den skulle egentligen ha filmats några månader tidigare, men det extremt blåsiga väderförhållandet gjorde det nästan omöjligt att filma. Man valde därför att vänta med inspelningen till efter The Rasmus europeiska turné med HIM och Negative.
I videon får man se bandet på vad som ser ut att vara en annan planet, något mindre än Jorden. Bandet är i fokus och spelar sina instrument samtidigt som stjärnor faller framför planeten då och då. Andra planeter syns också i bakgrunden. I slutet av videon zoomas planeten ut så man ser den utifrån. Videon ser dock mycket mörkare ut efter att den hade gjorts om och den hade en del tillagda effekter som till exempel en svart himmel med stjärnor och planeter.

## Låtlistor och format
| - CD-singel, standard 1. "Shot" – 4:18 2. "Keep Your Heart Broken" (live) – 4:11 3. "Shot" (live) – 4:42 4. "Open My Eyes" (acoustic version) – 3:23 Innehåller mjukvaran The Rasmus Player för PC - Tysk CD-singel 1. "Shot" – 4:18 2. "Shot" (Star City Remix) – 6:59 | - Mexikansk Promo-singel (Universal Music CDP201740) 1. "Shot" – 4:18 2. "Guilty" (Live in Mexico City 18/11/04) – 4:37 3. "The One I Love" (Acoustic Live in Mexico City 18/11/04) – 3:42 - Brittisk digital EP 1. "Shot" (live) – 4:16 2. "Keep Your Heart Broken" (live) – 4:11 3. "Shot" (live) – 4:43 4. "Last Generation" (live) – 4:04 |

## Listplaceringar
| Listor (2006)             | Högsta placering |
| ------------------------- | ---------------- |
| Finländska singellistan   | 6                |
| Israeliska singellistan   | 8                |
| Nederländska singellistan | 91               |
| Ryska singellistan        | 103              |
| Tyska singellistan        | 46               |
| Österrikiska singellistan | 49               |

## Medverkande
| The Rasmus - Lauri Ylönen – sång - Eero Heinonen – bas - Pauli Rantasalmi – gitarr - Aki Hakala – trummor | Produktion - Mikael Nord Andersson & Martin Hansen – produktion, inspelning, mixning - Christofer Stannow – mastering - Walse/Undéhn – layout, fotografi |

Information från CD-singeln.